# Караханов, Тигран Александрович
Тигра́н Алекса́ндрович Караха́нов (1 декабря 1944, Москва — 27 декабря 2015, Москва) — советский и российский дипломат и государственный деятель. Чрезвычайный и полномочный посол (1994).

## Биография
В 1967 году Московский государственный институт международных отношений. Владел английским, французским и арабским языками.
С 1967 года на дипломатической службе, работал на различных должностях в центральном аппарате и загранучреждениях МИД СССР и России.
- В 1973—1978 годах — второй секретарь, первый секретарь Посольства СССР в Марокко.
- В 1979—1984 годах — заведующий сектором Первого Африканского отдела МИД СССР.
- В 1984—1990 годах — советник—посланник Посольства СССР в Тунисе.
- В 1990—1992 годах — старший советник Управления стран Ближнего Востока и Северной Африки МИД СССР.
- В 1992—1994 годах — первый заместитель начальника управления в Департаменте по делам СНГ МИД России.
- С 22 марта 1994 по 12 января 1998 года — чрезвычайный и полномочный посол Российской Федерации в Исламской Республике Мавритания[2][3].
- С 2 апреля  1998 по 17 июня 2002 года — чрезвычайный и полномочный посол Российской Федерации в Республике Словения[4][5].
- В 2002—2012 годах — министр внешнеэкономических связей Правительства Московской области.

Похоронен на Троекуровском кладбище (участок 25).

## Общественная деятельность
2 июня 2006 года избран членом Президиума Федерации фигурного катания на коньках России.
Президент Федерации фигурного катания Московской области.

## Семья
Был женат. Отец двух сыновей.

## Дипломатический ранг
- Чрезвычайный и полномочный посланник 1 класса (27 января 1993)[8].
- Чрезвычайный и полномочный посол (24 января 1994)[1].

## Награды
- Орден Почёта (29 июня 2010) — за достигнутые трудовые успехи и многолетнюю добросовестную работу[9]
- Орден Дружбы (20 августа 2004) — за достигнутые трудовые успехи и многолетнюю добросовестную работу[10]
- Юбилейная медаль «300 лет Российскому флоту»
- Медаль «В память 850-летия Москвы»
- Медаль «За укрепление боевого содружества» (Министерство обороны России)
- Медаль «200 лет МВД России»
- Орден Почёта (22 ноября 2005, Белоруссия) — за значительный вклад в развитие экономических, научно-технических и культурных связей между Республикой Беларусь и Московской областью Российской Федерации[11]
- Командор Национального ордена «За заслуги» (Мавритания)
- Почётный работник Министерства иностранных дел Российской Федерации
- Почётный работник рыбного хозяйства России
- Нагрудный знак Министерства иностранных дел Российской Федерации «За вклад в международное сотрудничество»
- Знак «Министерство иностранных дел Российской Федерации. 200 лет»
- Орден Ивана Калиты (Московская область, 2 декабря 2009)[12]
- Знак Губернатора Московской области «Благодарю»
- Знак Губернатора Московской области «За полезное»
- Знак Губернатора Московской области «За заслуги перед Московской областью»
- Знак Московской областной Думы «За содействие закону»